# Myrmidon plombé
Myrmotherula assimilis
Espèce
Répartition géographique
Statut de conservation UICN

 LC  : Préoccupation mineure
Le Myrmidon plombé (Myrmotherula assimilis) est une espèce de passereaux de la famille des Thamnophilidae.

## Répartition
Il fréquente les rivages du bassin de l'Amazone.